# Mexcala kabondo
Mexcala kabondo är en spindelart som beskrevs av Wesolowska 2009. Mexcala kabondo ingår i släktet Mexcala och familjen hoppspindlar. Inga underarter finns listade i Catalogue of Life.